# Xerochrysum viscosum
Xerochrysum viscosum là một loài thực vật có hoa trong họ Cúc. Loài này được (Sieber ex DC.) R.J.Bayer mô tả khoa học đầu tiên năm 2001.